# Unterseeboot 89 (1941)
Pour les articles homonymes, voir Unterseeboot 89.
Le Unterseeboot 89 (ou U-89) est un sous-marin allemand (U-Boot) de type VII.C construit pour la Kriegsmarine pendant la Seconde Guerre mondiale.

## Construction
L'U-89 est issu du programme 1937-1938 pour une nouvelle classe de sous-marins océaniques. Il est de type VII C lancé entre 1936 et 1940. Construit dans les chantiers de Flender Werke AG à Lübeck, la quille du U-89 est posée le 20 août 1940 et il est lancé le 20 septembre 1941. L'U-89 entre en service deux mois plus tard.

## Historique
L'U-89 entre en service le 19 novembre 1941, comme sous-marin d'entrainement (navire-école) à la 8. Unterseebootsflottille à Königsberg et Dantzig.

Le 1er mai 1942, l'U-89 devient opérationnel dans la 9. Unterseebootsflottille à Brest.
Il reçoit sa première mission de guerre, quittant le port de Kiel, le 14 mai 1942, sous les ordres du Kapitänleutnant Dietrich Lohmann. Après 14 jours en mer, il atteint à la base sous-marine de Brest le 27 mai 1942.
L'Unterseeboot 89 a effectué 5 patrouilles dans lesquelles il a coulé 4 navires marchands pour un total de 13 815 tonneaux au cours des 220 jours en mer.
Pour sa cinquième patrouille, l'U-89 quitte la base sous-marine de La Rochelle le 25 avril 1943 toujours sous les ordres du Korvettenkapitän Heino Bohmann nouvellement promu le 1er avril 1943. Après 18 jours en mer et 1 succès d'un navire marchand coulé de 3 803 tonneaux, l'U-89 est coulé à son tour le 12 mai 1943 dans l'Océan Atlantique, à la position géographique de 46° 30′ N, 25° 40′ O par des charges de profondeur lancées par un avion Fairey Swordfish du 811 Naval Air Squadron (en) venant du porte-avions d'escorte britannique HMS Biter, du destroyer britannique HMS Broadway et de la frégate britannique HMS Lagan. 
Les 48 membres d'équipage meurent dans cette attaque.

## Affectations
- 8. Unterseebootsflottille à Königsberg et Dantzig du 19 novembre 1941 au 30 avril 1942 (entrainement)
- 9. Unterseebootsflottille à Brest du 1er mai 1942 au 12 mai 1943 (service actif)

## Commandement
- Korvettenkapitän Dietrich Lohmann du 19 novembre 1941 au 12 mai 1943

## Patrouilles
|       | Commandant               | Départ          | Départ     | Arrivée          | Arrivée    | Jours     | Succès   |
| ----- | ------------------------ | --------------- | ---------- | ---------------- | ---------- | --------- | -------- |
| 1     | Kptlt. Dietrich Lohmann  | 14 mai 1942     | Kiel       | 27 mai 1942      | Brest      | 14 jours  |          |
| 2     | Kptlt. Dietrich Lohmann  | 6 juin 1942     | Brest      | 21 août 1942     | Brest      | 77 jours  | 54       |
| 3     | Kptlt. Dietrich Lohmann  | 4 octobre 1942  | Brest      | 19 novembre 1942 | Brest      | 47 jours  | 9 958    |
| 4     | Kptlt. Dietrich Lohmann  | 24 janvier 1943 | Brest      | 28 mars 1943     | La Pallice | 64 jours  | 12 304   |
| 5     | KrvKpt. Dietrich Lohmann | 25 avril 1943   | La Pallice | 12 mai 1943      | Coulé      | 18 jours  | 3 803    |
| Total | Total                    | Total           | Total      | Total            | Total      | 220 jours | 13 815 t |

Note : KrvKpt. = Korvettenkapitän - Kptlt. = Kapitänleutnant

### Opérations Wolfpack
L'U-89 a opéré avec les Wolfpacks (meutes de loup) durant sa carrière opérationnelle:
- Endrass (12 janvier 1942 - 17 juin 1942)
- Tümmler (4 octobre 1942 - 7 octobre 1942)
- Panther (10 octobre 1942 - 20 octobre 1942)
- Veilchen (20 octobre 1942 - 5 novembre 1942)
- Pfeil ( 1er février 1943 - 9 février 1943)
- Neptun (20 février 1943 - 28 février 1943)
- Wildfang (28 février 1943 - 5 mars 1943)
- Burggraf (5 mars 1943 - 5 mars 1943)
- Raubgraf (7 mars 1943 - 15 mars 1943)
- Drossel (29 avril 1943 - 12 mai 1943)

## Navires coulés
L'Unterseeboot 89 a coulé 4 navires marchands pour un total de 13 815 tonneaux lors de ses 5 patrouilles (220 jours en mer) qu'il effectua.
| Date            | Nom       | Nationalité     | Tonnage (GRT) | Fait  |
| --------------- | --------- | --------------- | ------------- | ----- |
| 25 juillet 1942 | Lucille M | Canada          | 54            | Coulé |
| 3 novembre 1942 | Teypore   | Grande-Bretagne | 5 318         | Coulé |
| 4 novembre 1942 | Daleby    | Grande-Bretagne | 4 640         | Coulé |
| 7 mai 1943      | Laconikos | Grèce           | 3 803         | Coulé |